# ستيفن آدامز
ستيفن آدامز (بالإنجليزية: Stephen Adams)‏ (و. 1989 – م) هو لاعب كرة قدم، من غانا، ولد في كوماسي، شارك في بطولة كأس العالم لكرة القدم 2014.

## روابط خارجية
- ستيفن آدامز على موقع الاتحاد الدولي (مؤرشف)  (الإنجليزية)
- ستيفن آدامز على موقع قاعدة بيانات كرة القدم.إي يو (الإنجليزية)
- ستيفن آدامز على موقع ناشيونال فوتبول تيمز (الإنجليزية)
- ستيفن آدامز على موقع Soccerway.com (الإنجليزية)
- ستيفن آدامز على موقع AS.com (الإسبانية)